# Petru al Sevastiei
Petru al Sevastiei (n. 345 d.Hr., Caesarea, Imperiul Roman – d. anii 390 d.Hr., Sivas, Turcia) a fost un episcop al Bisericii creștine timpurii, care a avut sediul episcopal în orașul Sevastia din provincia romană Armenia Minor. El era fratele mai mic al teologilor și episcopilor Vasile cel Mare și Grigorie de Nyssa, al faimosului jurist creștin Naucratie și al monahiei Macrina cea Tânără.

## Biografie
Părinții lui erau creștinii Vasile cel Bătrân și Emilia din Cezareea Capadociei, iar bunica lui a fost Macrina cea Bătrână, o ucenică a lui Grigore Taumaturgul, care se refugiase împreună cu copiii ei într-o zonă muntoasă de pe țărmul Mării Negre pentru a scăpa de persecuția creștinilor din timpul împăratului roman Galerius (305-314).
Cei patru frați și șase surori ai familiei au fost educați potrivit învățăturilor creștine. Printre cei nouă frați ai săi s-au numărat doi dintre cei trei Părinți Capadocieni, frații lui mai mari Vasile cel Mare și Grigorie de Nyssa, faimosul jurist creștin Naucratie și călugărița Macrina cea Tânără. Petru era cel mai mic din cei zece frați ai familiei. Macrina, sora lui mai mare, s-a ocupat de creșterea și educarea lui Petru și a exercitat o mare influență asupra pregătirii sale religioase, insuflându-i dragostea pentru Biserică, instruindu-l în citirea Scripturilor și orientându-l către viața spirituală și ascetică.
Abandonând studiul științelor laice, s-a dedicat vieții religioase, studiind Sfânta Scriptură și însușindu-și elementele de bază ale învățăturilor creștine. La scurt timp după alegerea fratelui său Vasile pe scaunul episcopal al Cezareei în anul 370, Petru a fost hirotonit preot. Vasile și-ar fi folosit fratele ca reprezentant confidențial în anumite chestiuni. Petru a părăsit ulterior Cezareea și a devenit un ascet solitar. După moartea tatălui său, el și-a ajutat sora și mama să înființeze o comunitate monahală pe moșia familiei din Pont. Petru s-a implicat în transformarea treptată a gospodăriei mamei sale dintr-o comunitate de fecioare într-o comunitate cenobitică formată atât din femei, cât și din bărbați. El a condus obștea de călugări, în timp ce Macrina conducea obștea de călugărițe. Petru a făcut dovadă de o milă remarcabilă atunci când provinciile Pontus și Capadocia au trecut printr-o foamete severă, dispunând ca toate avuțiile mănăstirii sale să fie folosite pentru aprovizionarea cu alimente a numeroasele mulțimi care apelau zilnic la el în acele vremuri de suferință.
În jurul anului 380 a fost ales ca episcop al orașului Sevastia din provincia Armenia Minor și, fără a alcătui scrieri dogmatice, s-a alăturat fraților săi Vasile și Grigorie în lupta lor împotriva ereziei ariene. În viața sa și în activitatea administrativă ca episcop a dovedit trăsături similare lui Vasile cel Mare. Fiind foarte apropiat de frații săi, a urmat învățăturile propovăduite în scrierile lor. La sfatul lui, Grigorie de Nyssa a scris lucrarea dogmatică Împotriva lui Eunomie, în apărarea lucrării cu titlu similar a lui Vasile cel Mare care a respins opera polemică a lui Eunomie din Cizic. De asemenea, la dorința lui, Grigorie a scris lucrarea omiletică Comentariu la cele șase zile ale Facerii, pentru a apăra tratatul pe aceeași temă al lui Vasile împotriva interpretărilor greșite și pentru a-l completa. O altă lucrare a lui Grigorie, Despre crearea omului, a fost scrisă la propunerea lui Petru și trimisă acestuia din urmă cu o prefață dedicată lui ca dar de Paște în 397. Nu există informații detaliate cu privire la activitatea sa de episcop, cu excepția faptului că a fost prezent la Sinodul Ecumenic de la Constantinopol din 381. După moartea sa în 391 a fost venerat de creștini ca sfânt. Ziua sa de prăznuire este celebrată de Bisericile Romano-Catolică și Ortodoxe pe 9 ianuarie.